# توشه
توشه سرویسی رایگان برای ارسال یک‌طرفهٔ محتوای دیجیتال از طریق ماهواره است. این پروژه با پشتیبانی نهاد «پیشتازان اینترنت آزاد» و به سرپرستی مهدی یحیی‌نژاد اجرا شده و گفته می‌شود که روشی نوین و ابتکاری برای ارسال محتوای اینترنتی است که برای اولین بار در جهان در اختیار مخاطبان ایرانی و فارسی‌زبان قرار گرفته‌است.

## پروژهٔ توشه
به گفتهٔ مهدی یحیی‌نژاد، مدیر پروژه، «توشه یک بستر توزیع اطلاعات دیجیتال است که از ماهواره استفاده می‌کند و می‌تواند حجم بسیار زیادی از اطلاعات را در بازه زمانی کم و به صورت رایگان به مخاطب برساند». این تکنولوژی بیشتر برای کسانی مناسب است که به دلیل سرعت پایین، هزینهٔ بالا، یا سانسور اینترنت دسترسی مطلوبی به محتواهای اینترنتی ندارند. مجریان پروژه امیدوارند که این سرویس در آیندهٔ نزدیک در اختیار مردم خاورمیانه، هند، آفریقا و آمریکای لاتین قرار بگیرد.
ایدهٔ اصلی پشت پروژه این است که کاربران اینترنت عمدتاً مصرف‌کنندهٔ محتوایند، نه تولیدکنندهٔ آن. به همین دلیل مقدار دانلود به میزان چشمگیری بیشتر از حجم آپلود است. ثانیاً کاربران در یک منطقهٔ جغرافیایی مشخص علایق تقریباً مشابهی دارند و شاید تا ۷۰ درصد از یک سری سایت‌ها و محتواهای معین بازدید کنند. بدین ترتیب هدف اصلی پروژهٔ توشه کمک به کاربران برای دانلود محتوای مصرفی مشترک است. مجریان توشه قادرند محتواهایی از قبیل عکس، متن، صوت، نرم‌افزار، ویدئو و . . . را جمع کرده و به صورت یک بسته (توشه) برای مخاطبان بفرستند. مخاطبان می‌توانند توشه را بر روی یک فلش ضبط کنند و سپس روی لپ‌تاپ از حالت فشرده خارج کنند و از محتوای ارسالی استفاده کنند.
مهدی یحیی‌نژاد در گفتگو با نشریهٔ خط صلح هدف اصلی این پروژه را «رساندن و آسان کردن دسترسی به اطلاعات برای مردم» می‌داند.